# Colostygia rosea
Colostygia rosea är en fjärilsart som beskrevs av Vorbrodt 1917. Colostygia rosea ingår i släktet Colostygia och familjen mätare. Inga underarter finns listade i Catalogue of Life.